# فرنسيسكو غوتيريز ألفاريز
فرنسيسكو غوتيريز ألفاريز (بالإسبانية: Francisco Gutiérrez Álvarez)‏ هو دراج إسباني، ولد في 3 يونيو 1980 في باراكالدو في إسبانيا.

## وصلات خارجية
- فرنسيسكو غوتيريز ألفاريز على موقع أرشيف الدراجات (الإنجليزية)
- فرنسيسكو غوتيريز ألفاريز على موقع إحصائيات الدراجات الإحترافية (الإنجليزية)
- فرنسيسكو غوتيريز ألفاريز على موقع نسبة الدراجات (الإنجليزية)